# Berlinguer, ti voglio bene
Berlinguer, ti voglio bene é um filme italiano de comédia de 1977, dirigido por Giuseppe Bertolucci e protagonizado por Roberto Benigni. É baseado na peça Cioni Mario di Gaspare fu Giulia de 1975, também dirigido e escrito por Bertolucci e com Benigni como protagonista interpretando o personagem Mario Cioni. Além da peça, Benigni também interpretou este personagem na minissérie italiana Onda Libera de 1976.

## Sinopse
O filme mostra a estranha vida de Mario Cioni (Roberto Benigni), jovem trabalhador toscano com o mito de Enrico Berlinguer, que dedica a maior parte de seu tempo a sua mãe (Alida Valli), e sua afetuosa relação com ela.

## Elenco
- Roberto Benigni: Mario Cioni
- Alida Valli: Sra. Cioni
- Carlo Monni: Bozzone
- Giovanni Nannini: Don Valdemaro